# بازغشت أدبي
بازغشت أدبي (كلمة فارسية تعني النهضة الأدبية) هو اسم أسلوب أدبي وحركة ظهرت في إيران في القرن الثامن عشر، وهدفها العودة بالشعر الفارسي للشكل التقليدي المتمثل في الأسلوب الخراساني والأسلوب العراقي.